# Vallée de la Clarée

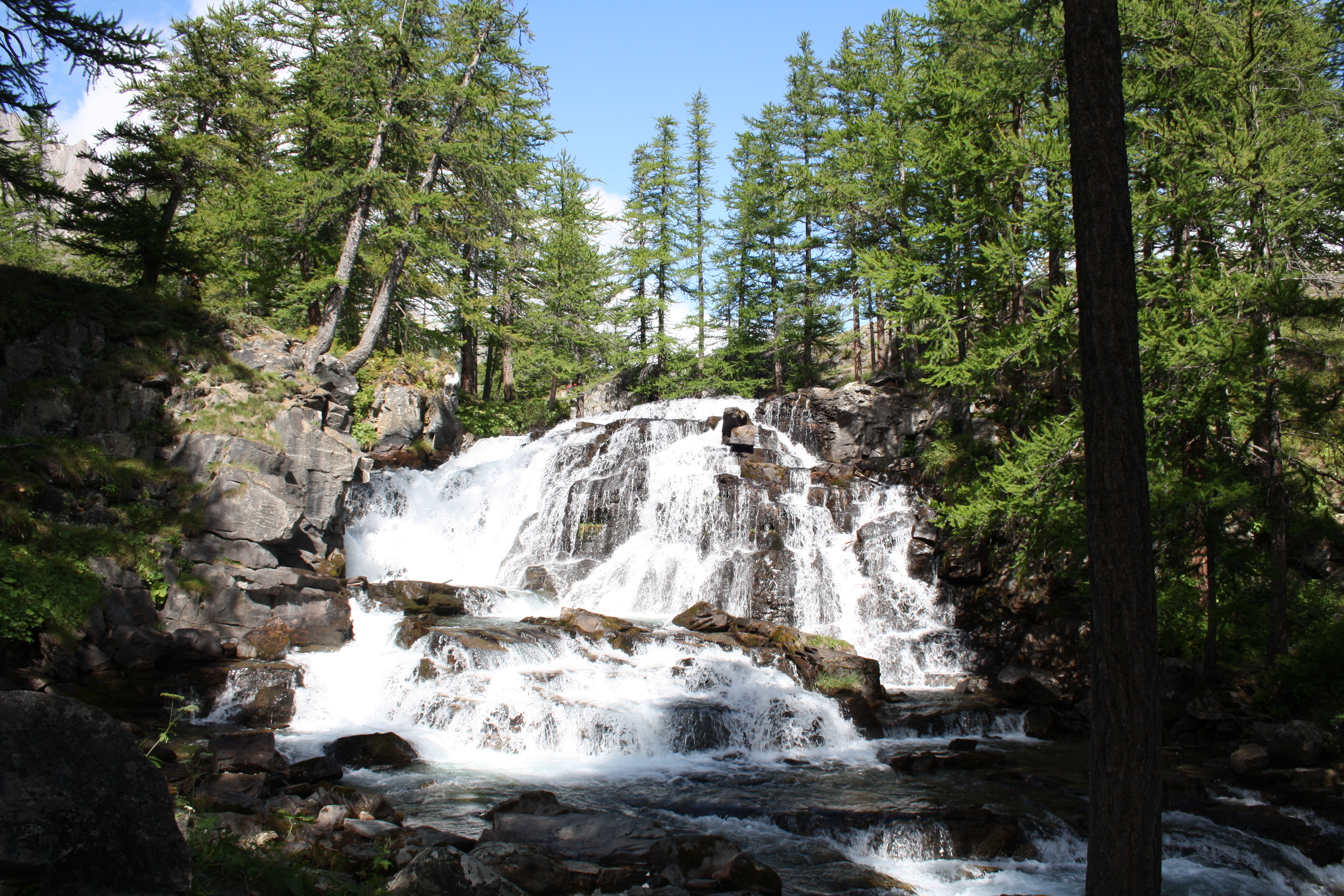
Waterval van Fontcouverte (1860m), Haute Vallée de la Clarée, Frankrijk

De Vallée de la Clarée is de vallei van de rivier Clarée gelegen in het Franse departement Hautes-Alpes, in de gemeenten Névache en Val-des-Prés. De vallei ligt in de buurt van Briançon en Montgenèvre, en de Frans-Italiaanse grens aan. Het is een beschermd natuurgebied datr een uitzonderlijk landschap, goed bewaarde natuur en erfgoed biedt.
Tussen 1400 en 2000 meter is deze vallei een lappendeken van graasweiden en lariksbossen. De bergtoppen die de vallei omringen zijn aan de westkant tussen 2800 en 2900m hoog, aan de oostzijde zijn ze tussen de 2300 en 2400m hoog. Hierdoor kan de zon in de wintermaanden de sneeuw niet laten smelten en is de vallei zeer sneeuwrijk. Dir verklaart de vroegere naam van de centraal gelegen gemeente Névache, “Annevasca” (wat “ingesneeuwd” betekent).

## Bereikbaarheid

### Auto
De vallei is bereikbaar met de auto via de Col de Montgenèvre vanuit Briançon of in de zomer ook via de Col de l'Échelle vanuit Bardonècchia (Italië). In de maanden juli en augustus is het hoogst gelegen deel van de vallei (Haute Vallée) afgesloten voor gemotoriseerd vervoer.  Er is enkel een pendelbus toegelaten, die de toeristen tot aan de Refuge de Laval op 2000m brengt. Daar is overnachten mogelijk in refuge de Laval of de chambres d'hôtes Les Assalis.
Vanuit St-Chaffrey (D1091) kan je de Route du Granon volgen tot boven op de Col du Granon (2404m). Daar moet je de wagen op de parking achterlaten. Te voet kan je verder de GR57 volgen.

### Voetganger
- Vanaf de parking Plan-Lachat op de D902 (Col du Galibier) over de Col des Rochilles (2495m). Overnachten kan in Refuge des Drayères (2180m)
- Vanuit Le Lauzet op de D1091 over de Col du Chardonnet (2638m) waar de GR57 kan volgen. Overnachten kan in de Refuge du Chardonnet (2230m)
- Vanuit Le Freyssinet op de D1091 over de Col de Buffère (2427m) waar je de GR57 kan volgen. Overnachten kan in Refuge Buffère (2067m).

## De streek

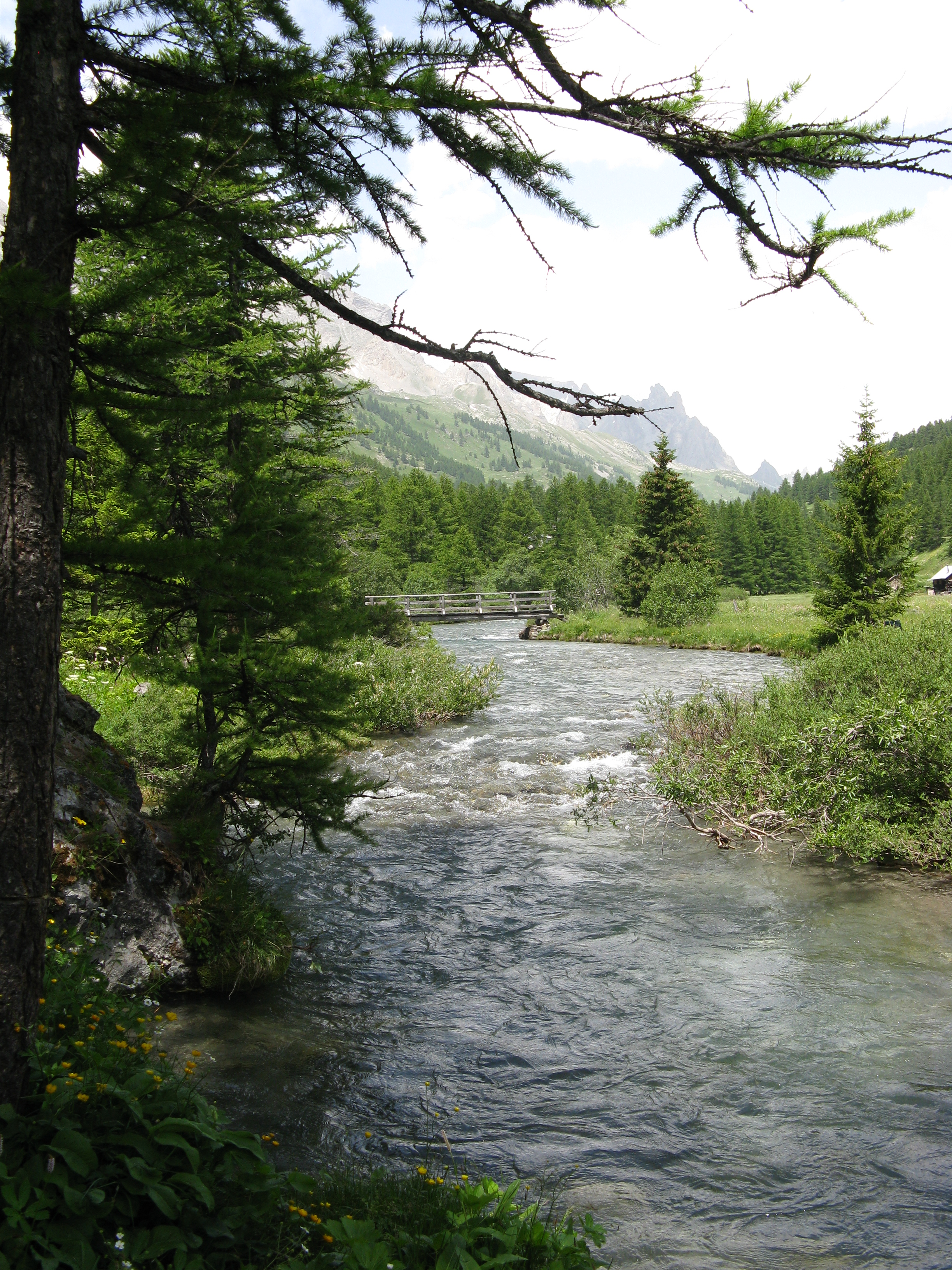

Het gebied van de “Vallée de la Clarée” en van de “Vallée Étroite”  (26 000 ha) vormen een opmerkelijk erfgoed door zowel de kwaliteit van het landschap als door de rijkdom van het culturele en militaire patrimonium. Ze zijn beschermd als geklasseerde gebieden sinds 1992. De valleien liggen in het hart van de beroemde toeristische routes (GR 57, Tour du Mont Thabor, Grande Traversée des Alpes) en vormen een uitzonderlijk gebied op verschillende vlakken:
- Esthetisch en pittoresk: het gebied bleef bewaard en onaangeroerd tot aan zijn klassering tot beschermd gebied.
- Cultureel: gebouwd erfgoed en het landschap gevormd door de landbouw, bosbouw en veehouderij zijn alle elementen van een traditioneel karakteristiek evenwicht in termen van het landgebruik.
- Wetenschap: het gebied  is van grote ecologische diversiteit, flora en fauna, als zodanig omvat een het aantal zeer interessante botanische tuinen: verzopen gronden, veengebieden,... Bijvoorbeeld, de rijkdom van dit gebied vertegenwoordigt 39% van de bekende rijkdom aan plantensoorten in departement Hautes-Alpes, en 61% van die van arrondissement Briançon.

## Conserveren, beheren en duurzaam ontwikkelen
Aangezien de Vallée de la Clarée en de Vallée Étroite twee van de meest bezochte natuurgebieden zijn van het departement Hautes-Alpes (aanwezigheid geraamd op 600.000 bezoekers per jaar) zijn ze slachtoffer van hun bekendheid.
Bezoekers voorzien van ongerepte valleien, het bevorderen van zacht, duurzaam en verantwoordelijk toerisme die de levensomstandigheden van de inwoners respecteert en dat lokaal economische voordelen zal genereren. Dit zijn de prioritaire doelstellingen van de lokale overheid en functionarissen die betrokken zijn in deze pragmatische aanpak en het is in deze geest dat een leidraad werd ontwikkeld.
Drie belangrijke onderwerpen zijn vooropgesteld: 
- Het optimaliseren van de opvang en voorlichting van het publiek
- Verkeersmanagement en parkeerbeleid
- Herstel van de natuurlijke omgevingen, gehuchten en landschappen

en dit openbaart zich in een tiental actiepunten.
Op 16 maart 2006, werd het hoogtepunt van de fase van overleg en coördinatie bereikt.  Het project "Opération Grand Site Vallée de la Clarée et Vallée Étroite" met beleidsnota, werd gevalideerd door de Commission Supérieure des Sites Perspectives et Paysages. Sommige geplande acties zijn uitgevoerd vanaf 2003. En deze worden jaarlijks bijgestuurd zoals de pendelbus naar de hoge vallei of meer recentelijk de aanleg van parkeerplaatsen of het Handvest voor landschapsarchitectuur en bijhorende gids, het eerste seizoen van het fotografisch observatorium van het landschap.

## Toerisme
De toeristische en meteorologische dienst van deze vallei bevindt zich in de Ville Haute van Névache.  Het is nog een authentiek bewaarde vallei, waar skiliften verboden zijn. Er zijn dan ook geen alpijnse skipistes maar wel pistes voor langlaufen, sneeuwrakketten en sledehonden. In de zomer zijn de populairste trektochten op de GR57 (tour des Cerces, 3097m) en de tour du Mont Thabor (3178m).

## Afbeeldingen

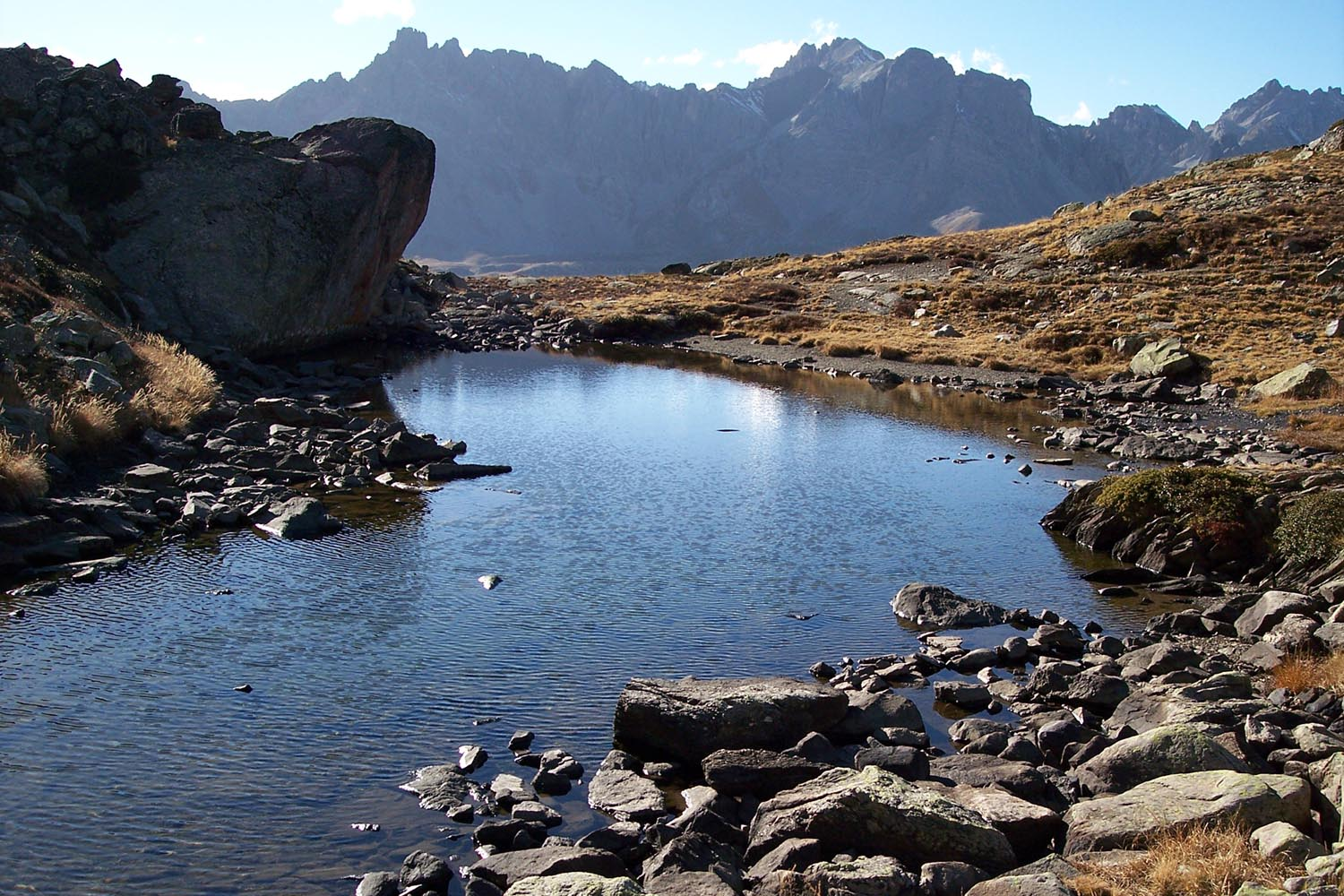
Lac de la Clarée
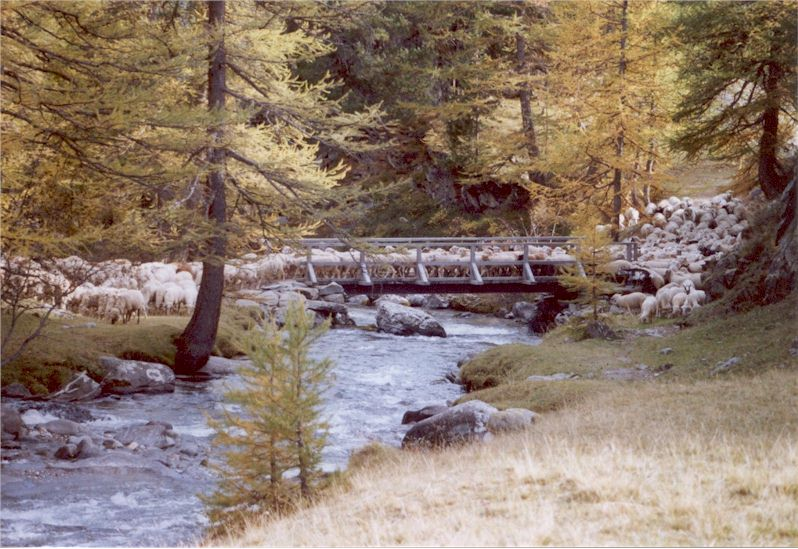
Transhumance
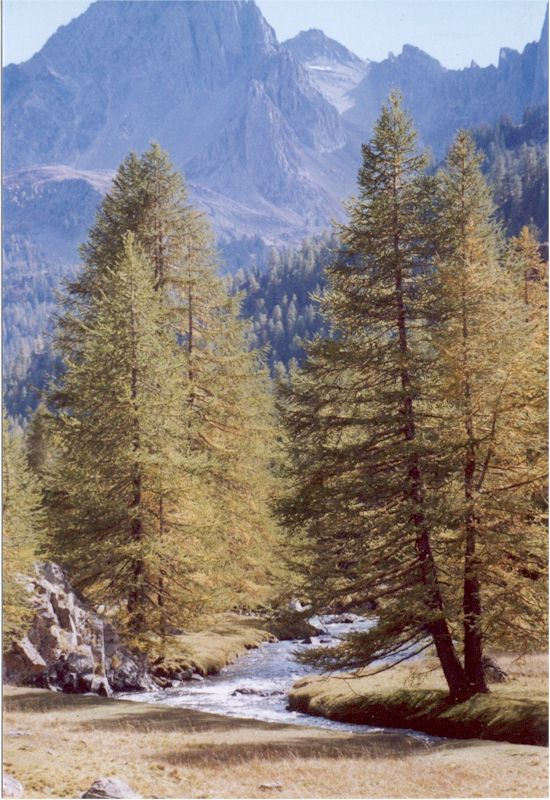
De Clarée bij de refuge de Laval, 2000m
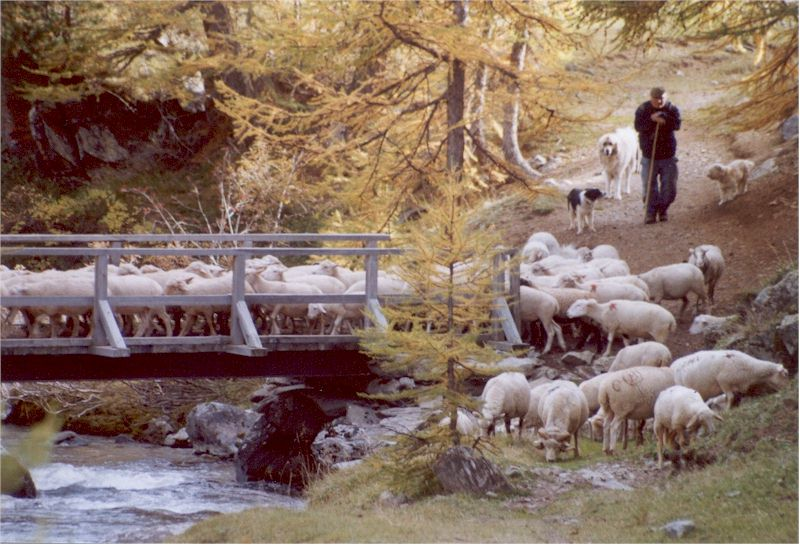
Schapen hoeden
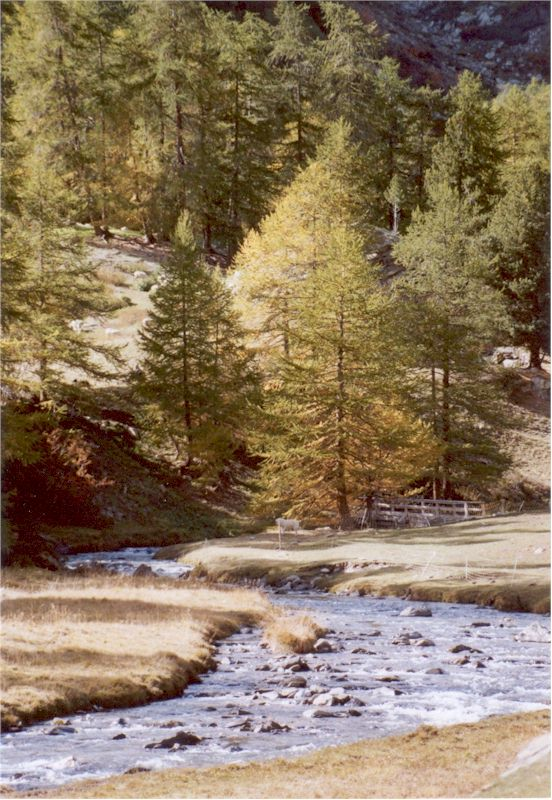
brug Saint-Jacques
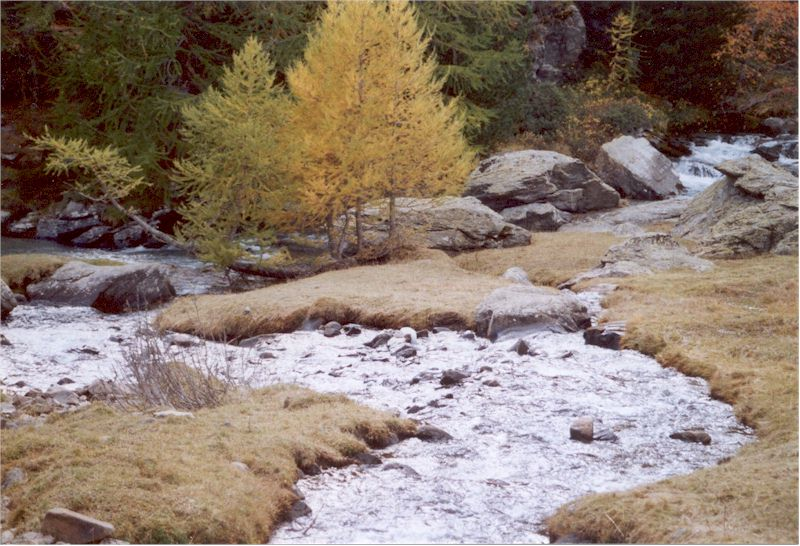
Stortbeek de Cula

## Verwante onderwerpen
- (fr) (en) Toerisme in Névache, Plampinet en Vallée étroite
- (fr) Toerisme in Val-des-Prés